# Курский кратер
Курский кратер — ударный кратер 6-километрового диаметра в Курской области России.
Возраст кратера оценивается в 250 ± 80 миллионов лет (поздний палеозой или ранний мезозой). Кратер покрыт осадками толщиной в сотни метров. Под слоем осадков расположены кольцевой жёлоб глубиной 260 м относительно борта и центральное поднятие высотой около 200 метров.